# Disney California Adventure
Disney California Adventure és un parc temàtic situat al Disneyland Resort a Anaheim, Califòrnia. És propietat i està operat per The Walt Disney Company a través de la seva divisió d'Experiències. El parc de 29 hectàrees està tematitzat en una interpretació de Califòrnia per part de Disney, utilitzant propietats de Disney, Pixar i Marvel. El parc va obrir el 8 de febrer de 2001 i és el segon parc temàtic construït al complex Disneyland Resort, després de Disneyland.
El concepte d'un parc temàtic dedicat a Califòrnia va sorgir a partir d'una reunió d'executius de Disney el 1995, després de la cancel·lació dels plans per construir una versió del parc EPCOT a Califòrnia. La construcció del parc va començar el juny de 1998 i es va completar a principis de 2001. Disney inicialment va preveure que el parc rebria un gran nombre de visitants, però una sèrie d'obertures prèvies al gener de 2001 van generar opinions negatives, i quan el parc va obrir oficialment al públic les projeccions d'assistència mai es van complir. Durant els anys següents Disney va afegir gradualment noves atraccions i espectacles, a més d'implementar altres promocions destinades a augmentar l'assistència. El 2007, Disney va anunciar una gran reforma del parc, consistint en una expansió del parc i la reconstrucció d'àrees del parc ja existents.
La construcció va durar cinc anys i es va completar per etapes, acabant amb l'obertura de Buena Vista Street (una nova entrada pel parc) i Cars Land, juntament amb la re-dedicació del parc el juny de 2012. La incorporació més recent al parc és San Fransokyo Square, que va obrir a l'agost de 2023.
L'any 2023 el parc va rebre aproximadament 10 milions de visitants, convertint-lo en l'11è parc temàtic més visitat del món aquell any.

## Història

### Concepte i creació
Els terrenys on està Disney California Adventure van ser adquirits per Walt Disney a la dècada dels 1950 i van funcionar com l'aparcament de Disneyland durant més de 40 anys. Després de l'èxit amb un model de resort turístic amb múltiples parcs a Walt Disney World a Florida, la companyia va decidir convertir el parc temàtic original de Walt Disney en un resort amb múltiples parcs. Però a diferència de Walt Disney World, que disposava d'unes 12000 hectàrees de terreny disponible, Disneyland a Califòrnia estava rodejat per la ciutat d'Anaheim i només disposava d'unes 160 hectàrees d'espai, que consistien en els terrenys del parc Disneyland, un pàrquing d'unes 40 hectàrees i el llavors recentment adquirit Disneyland Hotel. L'any 1991 Disney va anunciar plans per construïr un segon parc anomenat WestCOT als terrenys de l'aparcament de Disneyland, que seria una versió del parc EPCOT Center de Walt Disney World. Però l'alt cost d'aquest nou parc, juntament amb els problemes financers en que es trobava Disney després d'obrir Euro Disneyland (ara Disneyland París),  i la mort del president de Disney el 1994, van portar a Disney a cancel·lar WestCOT l'any 1995.
A l'estiu de 1995 Michael Eisner, llavors CEO de Disney, va reunir a executius de l'empresa a Aspen, Colorado, per pensar en una nova idea per a un segon parc temàtic a Califòrnia. Durant aquestes reunions van formular el problema de Disneyland de la següent manera: la majoria de visitants de Disneyland són residents de Califòrnia, residents locals o visitants d'estats propers. Els visitants que venien d'altres estats o països probablement tenien a Disneyland com una de varies atraccions turístiques que visitarien a Califòrnia. Basant-se en això, Disney va decidir que construiria un parc tematitzat en la història i la cultura de Califòrnia, per tal de retenir els visitants al resort en comptes de que anessin a visitar altres atraccions turístiques. Aquest pla, comparat amb WestCOT, necessitaria hotels més barats, un únic aparcament i la compra de pocs terrenys addicionals, amb la majoria del parc situat a l'aparcament de Disneyland. L'aleshores president de Disneyland, Paul Pressler, va decidir confiar el disseny del parc a empleats de marxandatge i vendes en comptes de Walt Disney Imagineering, la branca de Disney encarregada del disseny i construcció de parcs i experiències. Aquest nou parc, a diferència de Disneyland, estaria enfocat al públic adult, centrant-se en el menjar i les compres. La construcció del parc va començar el 22 de gener de 1998, durant la qual a més del parc es va construir el complex comercial Downtown Disney i el Disney's Grand Californian Hotel, a més de renovar el Disneyland Hotel i la transformació del Disneyland Pacific Hotel al Disney's Paradise Pier Hotel (actualment Pixar Place Hotel).

### Obertura i crítiques inicials

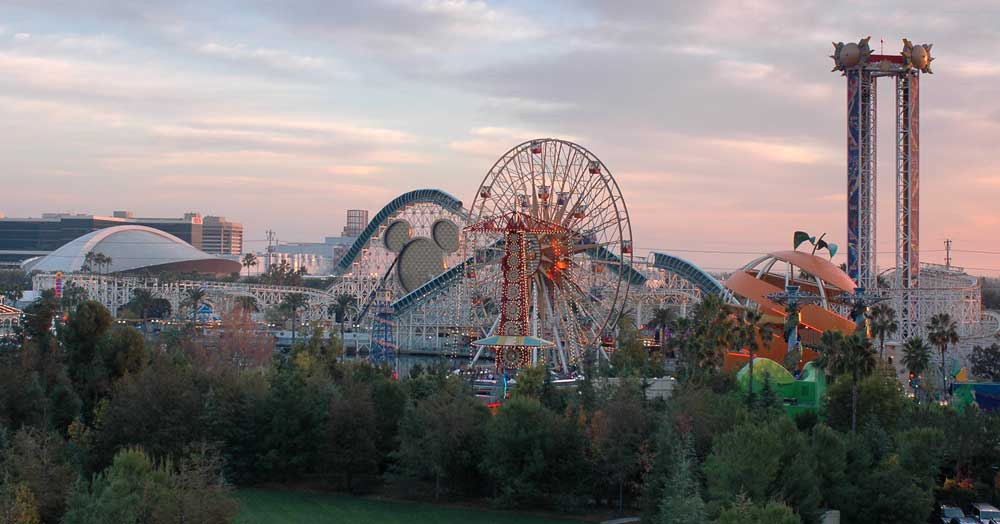
Vista del parc l'any 2006

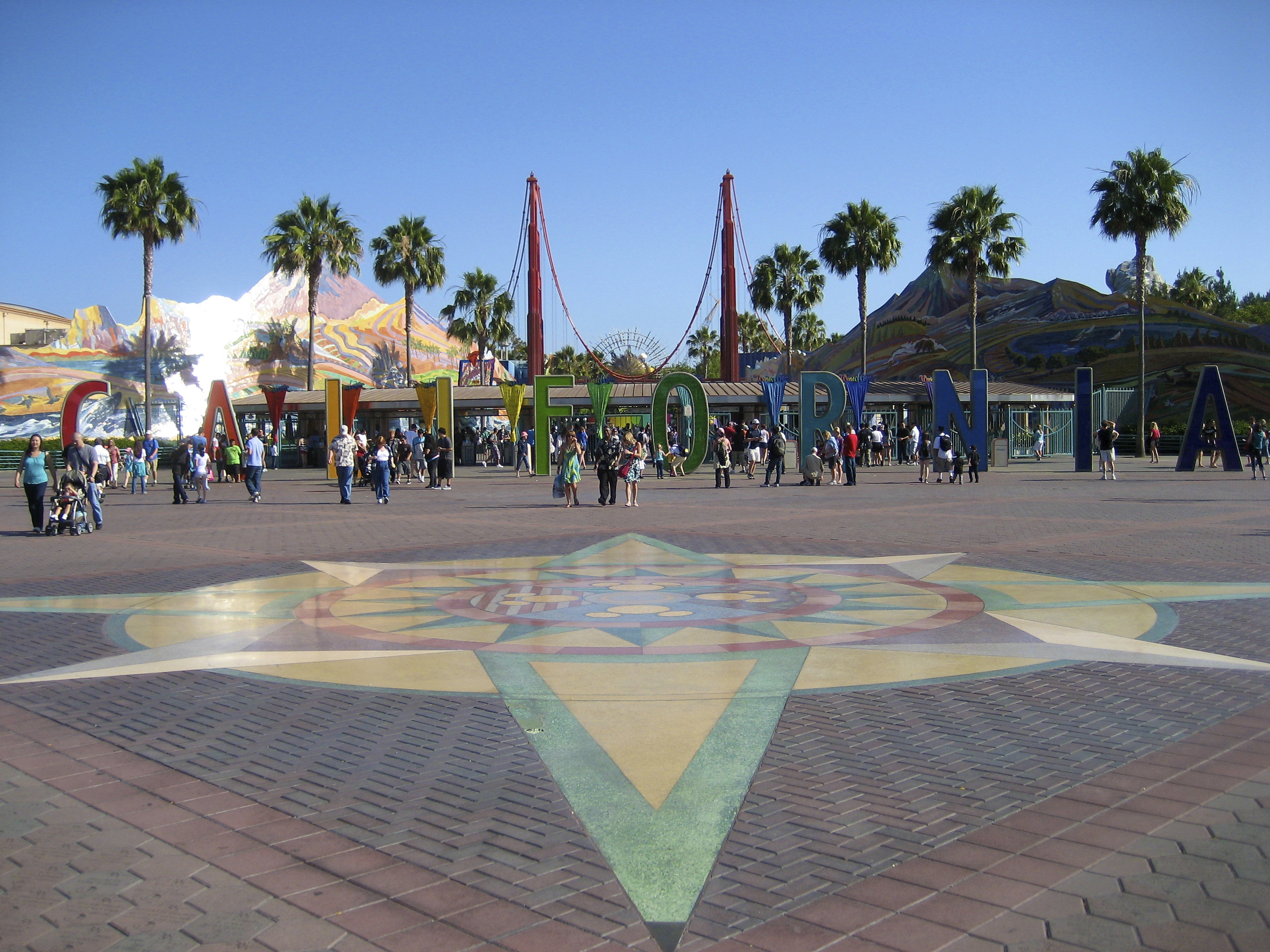
L'entrada original de California Adventure, fotografiada el 2010

El parc va obrir el 8 de febrer de 2001, i comptava amb 22 espectacles i atraccions i 15 restaurants, repartits en 4 districtes.
Es preveia que el parc rebria una gran quantitat de visitants després de l'obertura, amb un article de Los Angeles Times del 14 de gener expressant: «Executius sènior de Disney reconeixen que hi hauran dies en els que California Adventure haurà de rebutjar visitants, especialment durant les primeres setmanes després de l'obertura del parc, durant les vacances de primavera i un altre cop a l'estiu.»
Malgrat això, l'assistència al parc el primer any va ser substancialment menor del que s'esperava. El parc va acabar el seu primer any amb 5 milions de visitants, mentre que el seu parc germà Disneyland va rebre 12,3 milions de visitants durant el mateix espai de temps. El baix número de visitants va provocar que Disney baixés el preu de les entrades de California Adventure, amb rebaixes de fins a 10$ dels 43$ que costava l'entrada. Durant el primer any el parc va rebre de mitjana entre 5.000 i 9.000 visitants diaris entre setmana i entre 10.000 i 15.000 els caps de setmana, malgrat tenir una capacitat de 33.000 visitants. Les enquestes als visitants del parc van revelar que el 20% dels visitants al parc el primer any estaven satisfets amb l'experiència. A l'octubre de 2001, tant Wolfgang Puck com Robert Mondavi van tancar els seus restaurants d'alt perfil al parc, donant com a raó el baix número de visitants. Mondavi, però, va romandre com a patrocinador.
L'any 2019, a la sèrie documental The Imagineering Story, Kevin Rafferty, llavors executiu creatiu de Walt Disney Imagineering, va descriure com ell i altres membres d'Imagineering se sentien sobre el disseny original de l'entrada de California Adventure: «Pel nostre disgust, no s'adheria als nostres principis fonamentals de disseny de parcs temàtics. Hi havia totes aquestes referències visuals que eren una mica contradictòries. Hi havia grans lletres de Califòrnia. Hi havia un pont Golden Gate estilitzat que estava una mica escurçat i era una mica fals i suggeria que això no era un lloc real, i els supergràfics de la botiga de joguines. I [era] la primera declaració que veies quan entraves per la porta amb el sol brillant. I ja saps, francament, podríes haver vist això a un centre comercial de Newport Beach. És com, "per què està això aquí?"»
Reflexionant sobre la recepció inicial del parc a The Imagineering Story, el productor executiu de California Adventure entre 1995 i 2001 Barry Braverman va dir: «El que teníem realment eren visitants locals que estimen Disneyland per una bona raó, bàsicament enfrontant-se a una decisió. Aniràs a Disneyland o a California Adventure? Mateix preu. Un amb un terç el número d'atraccions, i menys personatges, i coses que eren intencionals per part nostra per diferenciar-lo. I això és una competició que California Adventure no podia guanyar.»

### Primers canvis i ampliacions
Dues grans crítiques al parc durant el seu primer any van ser la manca d'atraccions atractives per als nens i la manca d'un espectacle nocturn o desfilada per fer que els visitants no marxessin al capvespre. Durant el primer any, la cavalcada Disney's Electrical Parade es va portar al parc (on va seguir fins a l'any 2010), a més d'afegir l'espectacle Who Wants to Be a Millionaire - Play It!. També van tancar diverses atraccions i espectacles originals del parc, com ara l'espectacle Disney's Steps in Time i l'atracció Superstar Limo, que van tancar el 2001 i el 2002, respectivament.
Durant el Nadal de 2001, Disney va afegir l'espectacle nocturn LuminAria a l'àrea de Paradise Bay. A l'octubre de 2002 Flik's Fun Fair va obrir com a part de la nova àrea A Bug's Land, tematitzada en la pel·lícula de Pixar A Bug's Life, que va afegir atraccions per als nens. El maig de 2004 va obrir The Twilight Zone Tower of Terror, i l'espectacle Who Wants to Be a Millionaire - Play It! va tancar a l'agost de 2004. El parc també va rebre regularment promocions de temporada com ara sèries de concerts, festivals gastronòmics i promocions per d'altres franquícies de la companyia, com ara els X Games o les telenovel·les de la cadena ABC . Al gener de 2006 l'atracció Monsters, Inc. Mike & Sulley to the Rescue! va obrir a l'espai anteriorment ocupat per Superstar Limo.

### Gran redisseny i ampliació
El 2007 Disney va començar a fer plans per a millores importants al parc. Entre els plans considerats va estar combinar California Adventure amb el parc Disneyland en un gran parc, però hauria costat tant com remodelar completament California Adventure. El 17 d'octubre de 2007, The Walt Disney Company va anunciar un pla de redisseny i expansió de per a Disney's California Adventure amb un pressupost de 1.100 milions de dòlars (contra el seu cost inicial de construcció de 600 milions de dòlars). Cada districte va ser reimaginat per transformar el parc d'una parodia de la cultura moderna de Califòrnia a una versió romantitzada i idealitzada de l'estat, explorant períodes específics i escenaris històrics inspirats en les històries de Disney i Pixar . El projecte va començar el desembre de 2007 i es va completar en etapes. L'atracció Toy Story Midway Mania! va obrir a l'àrea de Paradise Pier el juny de 2008, en un espai que abans ocupaven una botiga i restaurants. World of Color, un espectacle nocturn amb fonts i llums a Paradise Bay va obrir el juny de 2010. Aquell mateix any, el parc va canviar el seu nom  a Disney California Adventure. El juny de 2011 l'atracció The Little Mermaid: Ariel's Undersea Adventure va obrir al lloc que abans ocupava el teatre Golden Dreams.

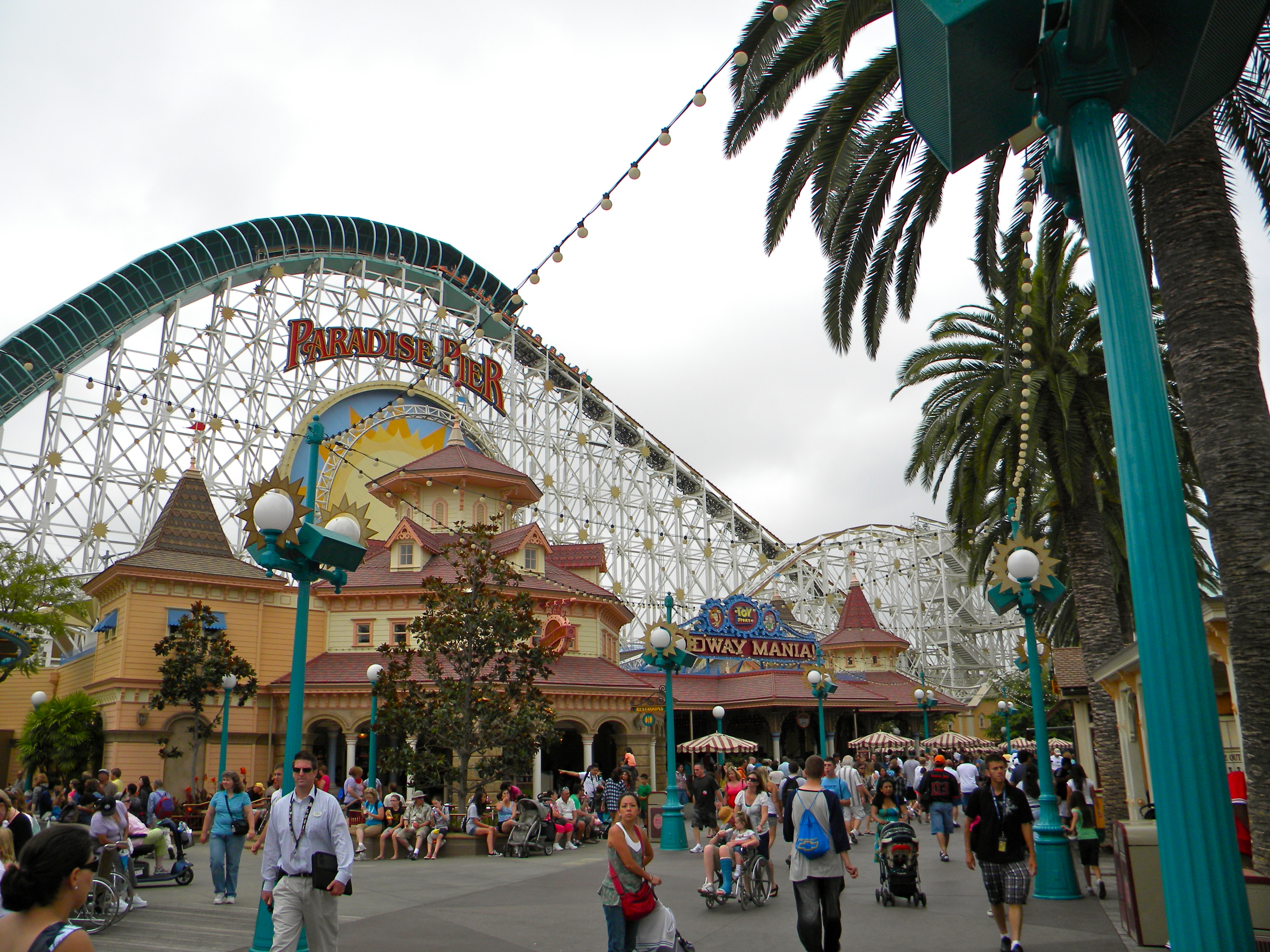
Arquitectura d'estil victorià a Paradise Pier el 2010

Els canvis més dràstics al parc van incloure una reforma completa de Paradise Pier i l'entrada al parc, Sunshine Plaza, i una ampliació a l'última zona de l'aparcament originalment designada com a futur espai de creixement del parc. Paradise Pier va ser convertit d'una representació contemporània dels passeigs marítims de Califòrnia a una representació dels parcs d'atraccions costers victorians dels anys vint, i algunes de les atraccions prefabricades de la zona es van eliminar (com ara Maliboomer ) o van canviar a una nova temàtica, donant més protagonisme a personatges de Disney (com a les atraccions Mickey's Fun Wheel, Goofy's Sky School i Silly Symphony Swings).
L'entrada principal i Sunshine Plaza van ser transformades d'un disseny de postal gegant a Buena Vista Street, una representació de Los Angeles tal com era quan Walt Disney es va traslladar allà als anys 1920. Les lletres gegants de "California" que hi havia davant dels torniquets van ser retirades i donades a la fira estatal Cal Expo de Sacramento. Cars Land, una àrea que recrea el poble Radiator Springs de la franquícia de Pixar Cars, es va afegir a la part sud-est del parc amb tres atraccions. La construcció es va completar el 2012 i el parc va ser rededicat el 15 de juny de 2012.

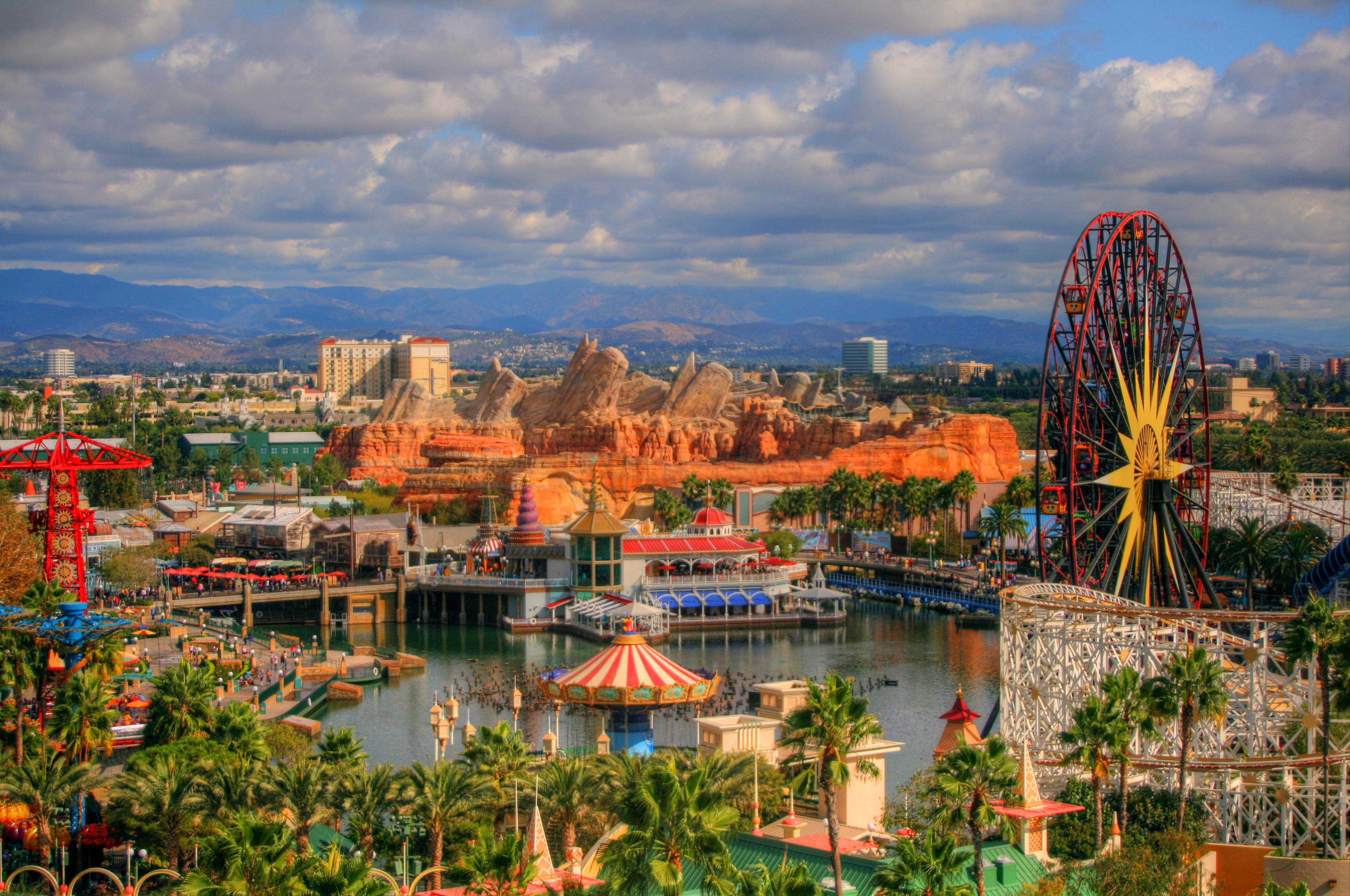
Vista del parc l'any 2012.

El redisseny i l'ampliació del parc van fer que el número de visitants augmentés dràsticament. El 2012, Disney California Adventure va batre el seu rècord de visitants anuals, amb més de 7 milions de visitants (un augment del 23% respecte a l'any anterior), un número que Disney esperava que el parc assolís el primer any d'obertura. El dia de la re-dedicació del parc, el parc va rebre un nombre rècord de 43.000 visitants en un dia, i més de 500 persones van acampar fora del parc la nit abans de la re-dedicació per ser les primeres admeses. Dos dies després, el parc va assolir un nou rècord de 45.000 visitants en un dia. El 2013, parlant sobre l'augment d'assistència a Disney California Adventure, Jay Rasulo, llavors director financer de Disney, va dir: «Teníem una distribució molt desigual on la majoria de la gent passava la majoria del seu temps a Disneyland i Disney's California Adventure estava buit. Ara, la meitat de la gent va a un, la meitat va a l'altre. És gairebé un somni fet realitat.»

### Actualitzacions posteriors
L'any 2015 l'àrea de Condor Flats es va retematizar a Grizzly Peak Airfield i es va incorporar a l'àrea de Grizzly Peak. The Twilight Zone Tower of Terror va tancar el gener de 2017 i es va substituir per Guardians of the Galaxy - Mission: Breakout! , que va obrir l'estiu del mateix any.  El juny de 2018 l'àrea de Paradise Pier es va dividir en dues: Paradise Gardens Park i Pixar Pier, amb la darrera sent una re-tematització d'una part de l'àrea. El setembre de 2018, A Bug's Land va tancar per deixar espai per a una nova àrea tematitzada en l'univers de Marvel, Avengers Campus. L'abril de 2019 Jessie's Critter Carousel va obrir a Pixar Pier, i més tard aquell any va obrir Inside Out Emotional Whirlwind, una atracció giratòria que va ser retematitzada i traslladada des de A Bug's Land.

### Tancament durant la pandèmia de COVID-19 el 2020, reobertura parcial i total el 2021

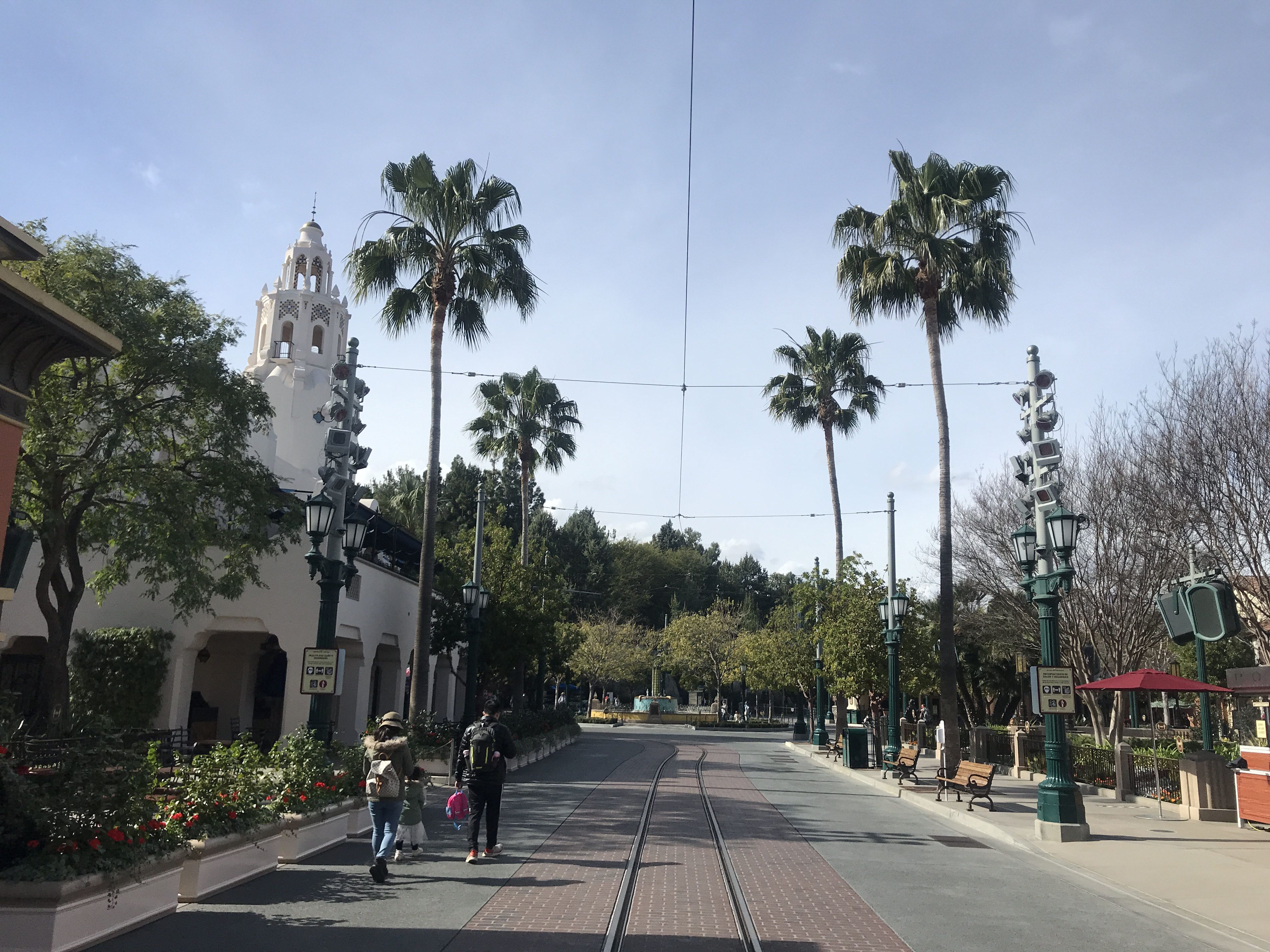
Buena Vista Street durant la reobertura parcial arran de la pandèmia COVID-19 (gener 2021)

Disney California Adventure, juntament amb la resta del Disneyland Resort, va tancar indefinidament el 14 de març de 2020 en resposta a la pandèmia de la COVID-19. Estava previst que el parc tornés a obrir juntament amb el parc Disneyland el 17 de juliol, però a causa d'un augment de casos a Califòrnia, ambdós parcs van romandre tancats. L'octubre de 2020 es va anunciar que Buena Vista Street reobriria com una part del Downtown Disney District, un centre comercial a cel obert adjacent. Aquesta expansió del districte permetria donar accés a més botigues i punts de restauració als visitants del Disneyland Resort, mentre que els parcs seguien tancats sota les directrius estatals. El febrer de 2021, Disney California Adventure va anunciar que hi hauria un esdeveniment amb aforament limitat anomenat "A Touch of Disney", que permetria als fans de Disney comprar i menjar al parc del 18 de març al 19 d'abril de 2021. El 5 de març de 2021 el Departament de Salut Pública de Califòrnia va anunciar que Disney California Adventure podia reobrir amb restriccions de capacitat a partir de l'1 d'abril de 2021. L'aleshores director general de Disney, Bob Chapek, va anunciar la setmana següent que l'empresa tenia previst reobrir oficialment el parc a finals d'abril de 2021. El 17 de març de 2021 Disney Parks, Experiences and Products va anunciar que tant Disney California Adventure com Disneyland reobririen oficialment el 30 d'abril de 2021, amb capacitat limitada, distanciament social i ús de mascaretes obligatori.  Les normes respecte l'ùs de mascaretes es van relaxar al Disneyland Resort l'estiu del 2021, però es van restablir per a botigues interiors i atraccions al juliol en resposta a la variant Delta. El febrer de 2022 les mascaretes es van fer opcionals per als visitants amb una vacunació completa.

### Després de la pandèmia
Avengers Campus va obrir el 2021, amb l'atracció Guardians of the Galaxy – Mission: Breakout! va passar a formar part de la nova àrea. San Fransokyo Square, una re-tematització de l'àrea Pacific Wharf ambientada a l'univers de Big Hero 6, va debutar a principis de setembre de 2023.
A l'agost de 2024 Disney va anunciar nous plans d'expansió per a Disney California Adventure a la conferència D23. Aquests plans inclouen la construcció de dues atraccions noves per a Avengers Campus, una atracció basada en la pel·lícula de Pixar Coco, i una àrea inspirada en la pel·lícula Avatar: The Way of Water (2022), la seva seqüela Avatar: Fire and Ash (2025) i futures pel·lícules d'Avatar. La construcció de les noves atraccions per a Avengers Campus va començar el 2025, i el 8 de febrer de 2025 l'atracció Red Car Trolley va tancar per a deixar espai per la construcció. Està previst que la construcció de la nova atracció de Coco comenci el 2026.

## Disposició del parc i atraccions
Disney California Adventure està dividit en nou àrees temàtiques: Buena Vista Street, Hollywood Land, Avengers Campus, Cars Land, San Fransokyo Square, Performance Corridor, Pixar Pier, Paradise Gardens Park i Grizzly Peak .

Àrees de Disney California Adventure
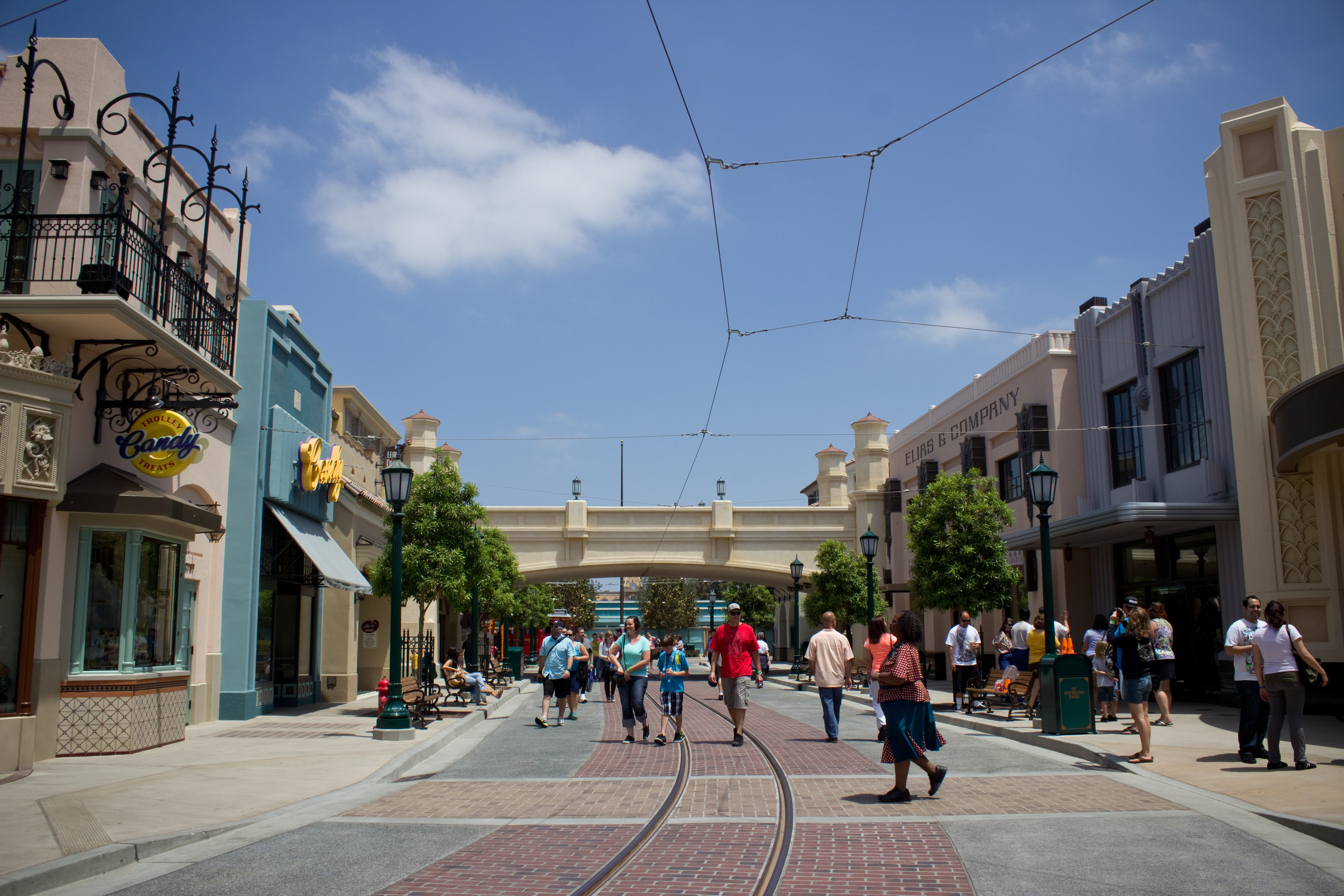
Buena Vista Street
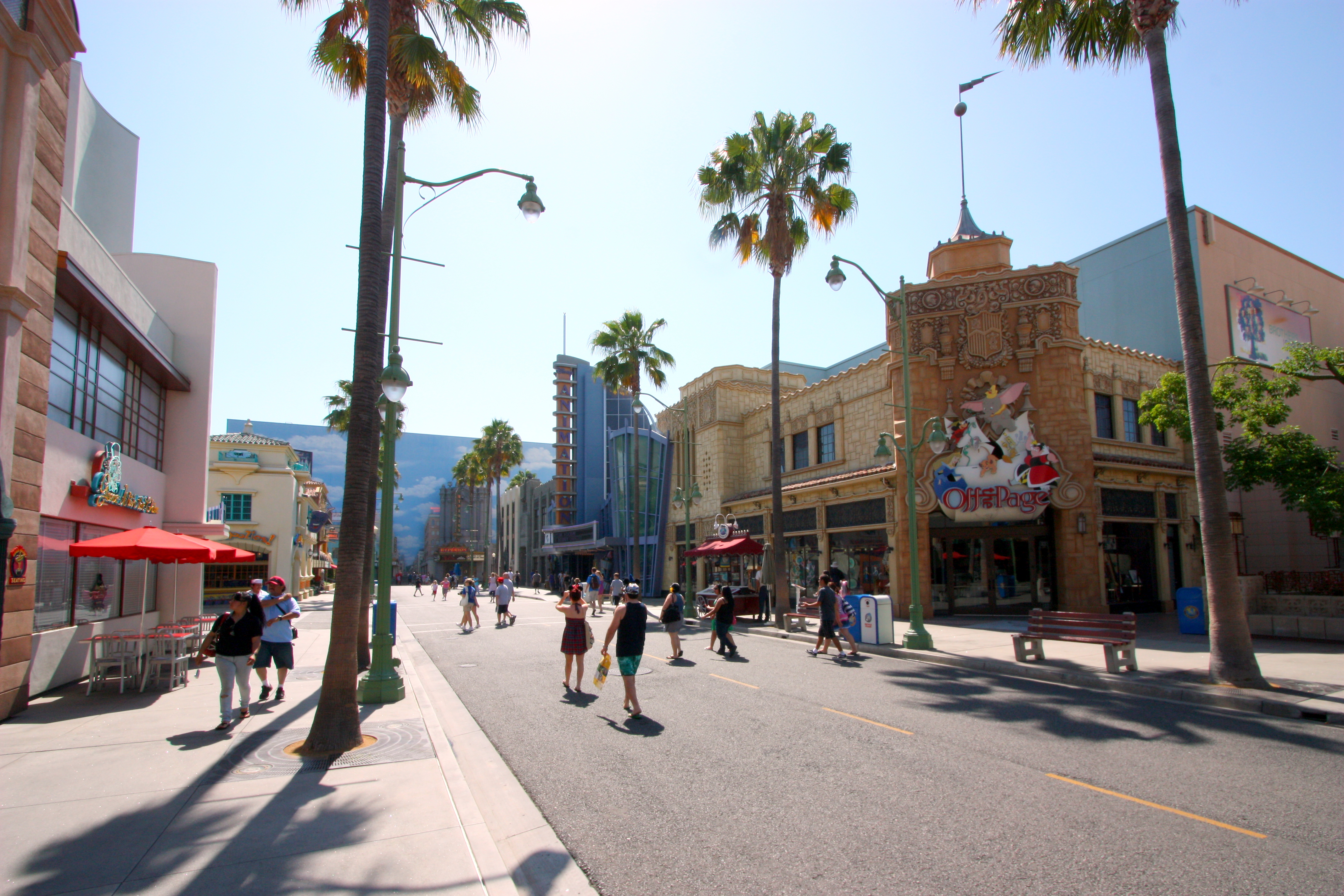
Hollywood Land (fotografiat el 2009, abans d'afegir vies pel Red Car Trolley)
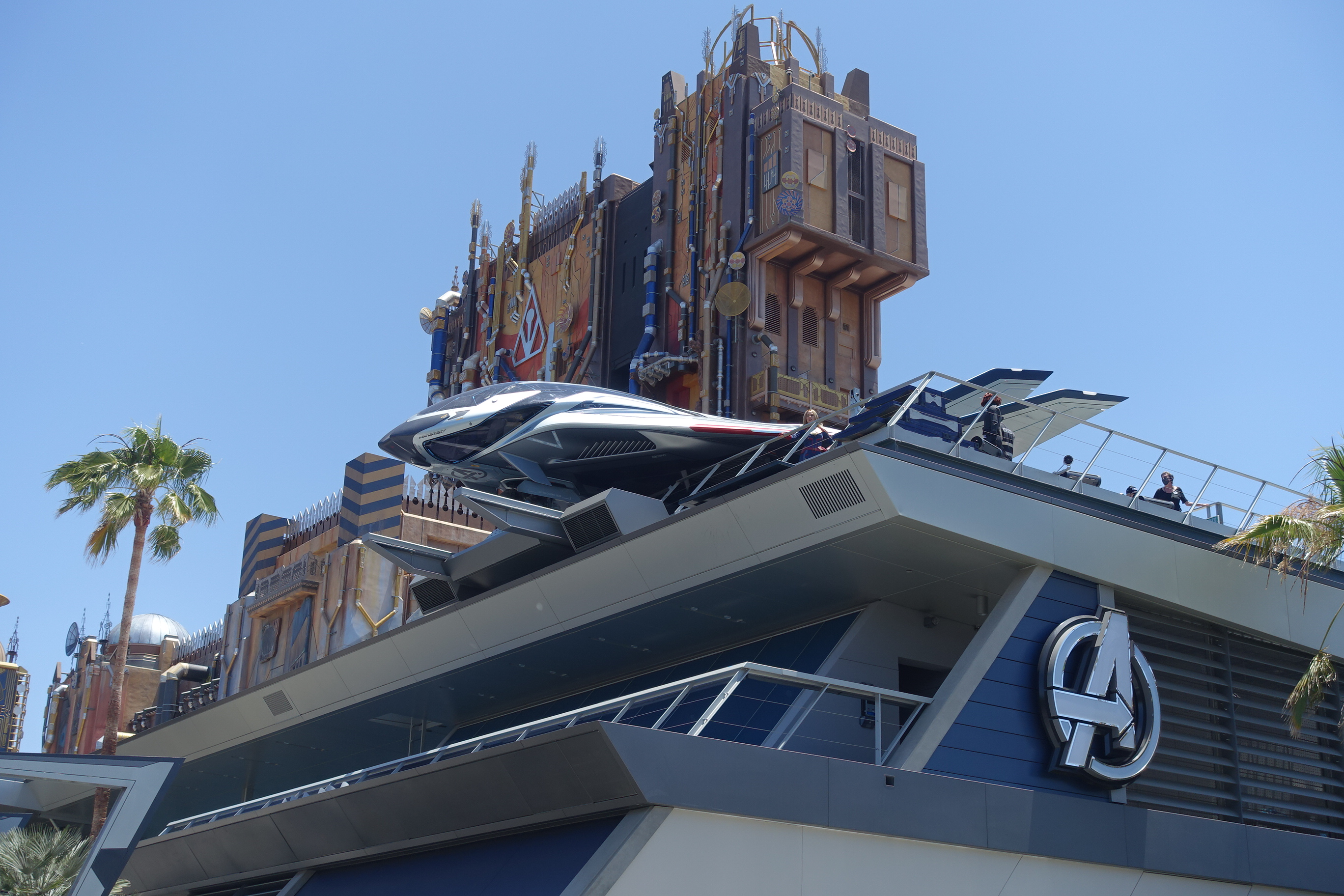
Avengers Campus
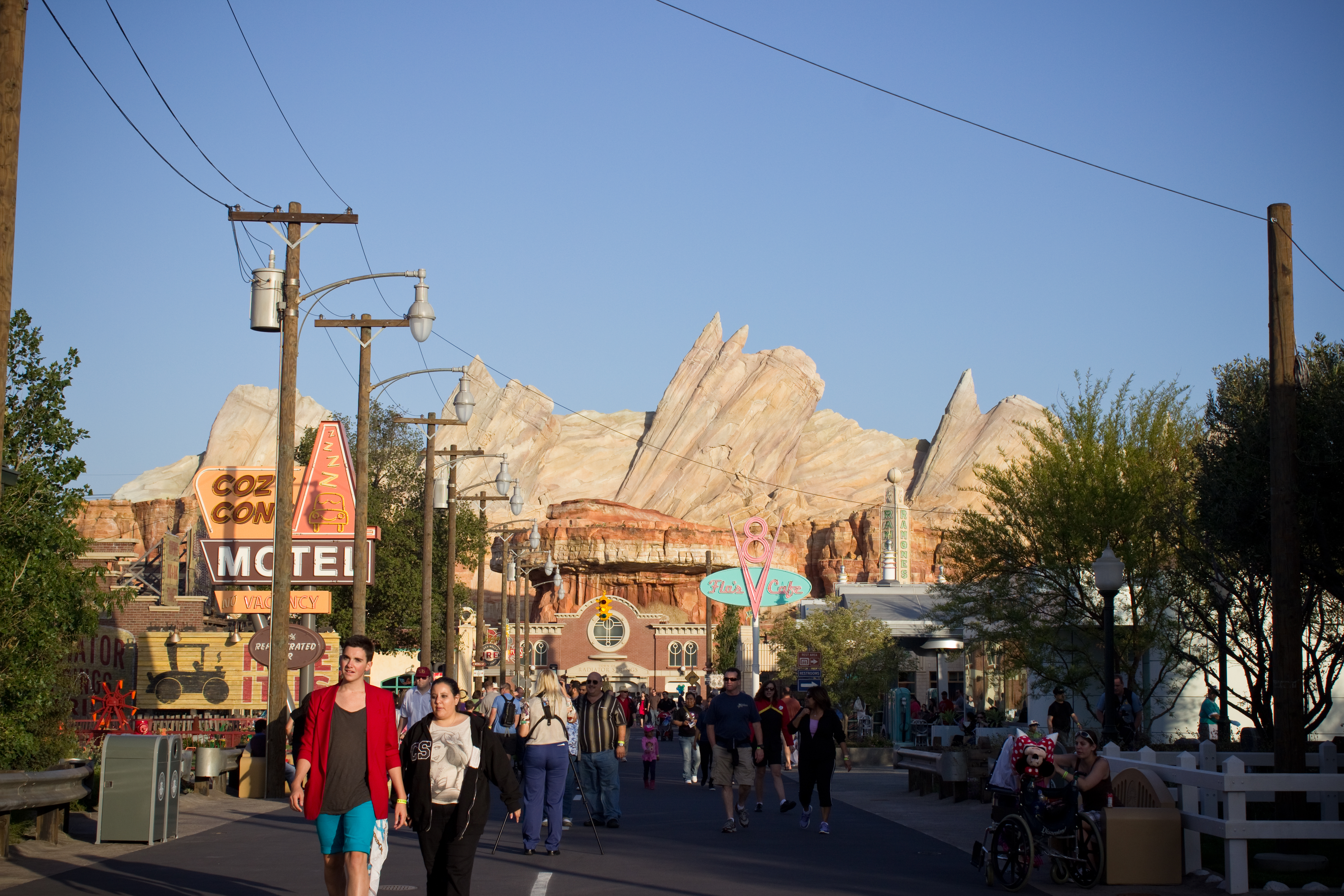
Cars Land
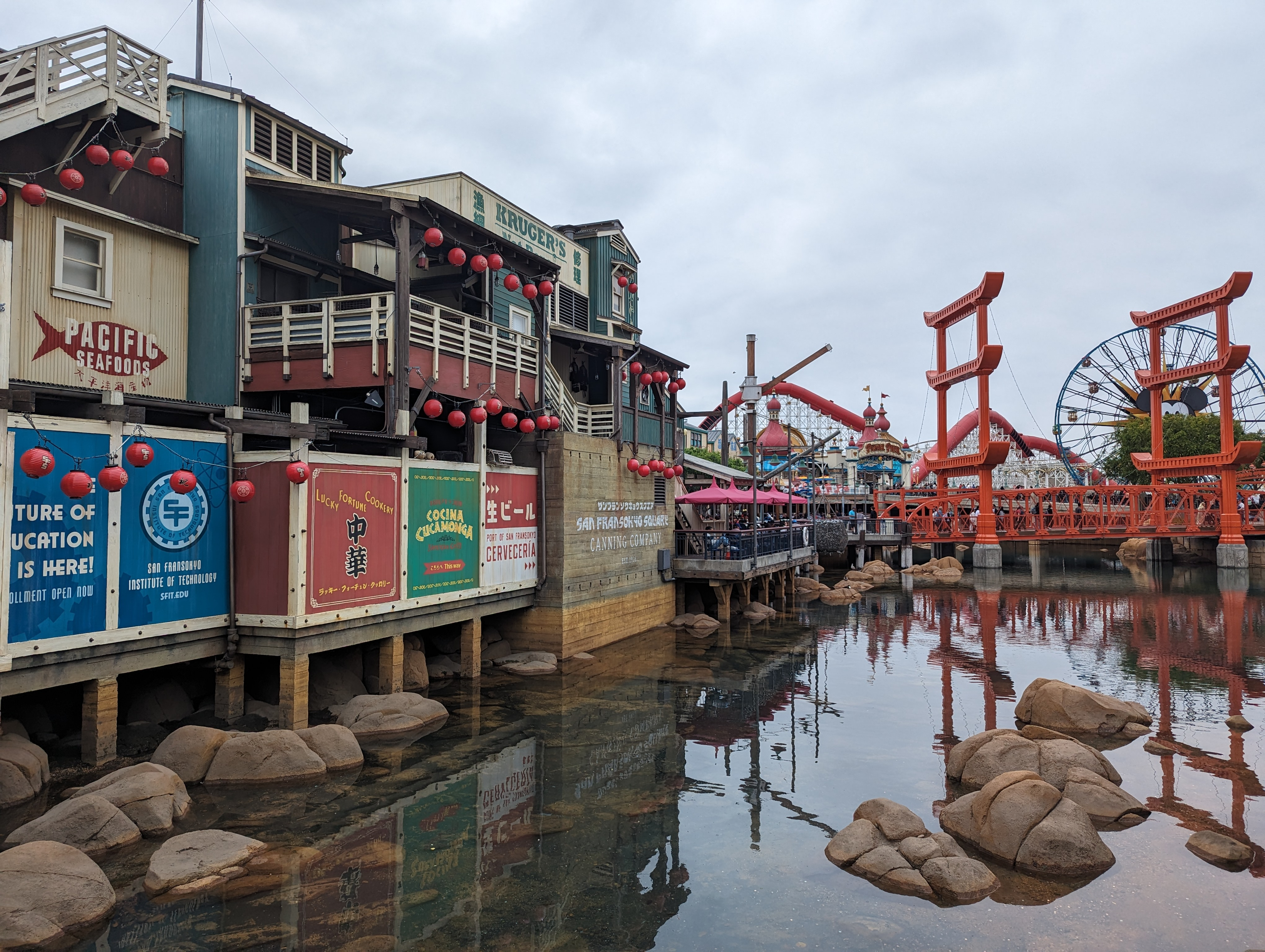
San Fransokyo Square
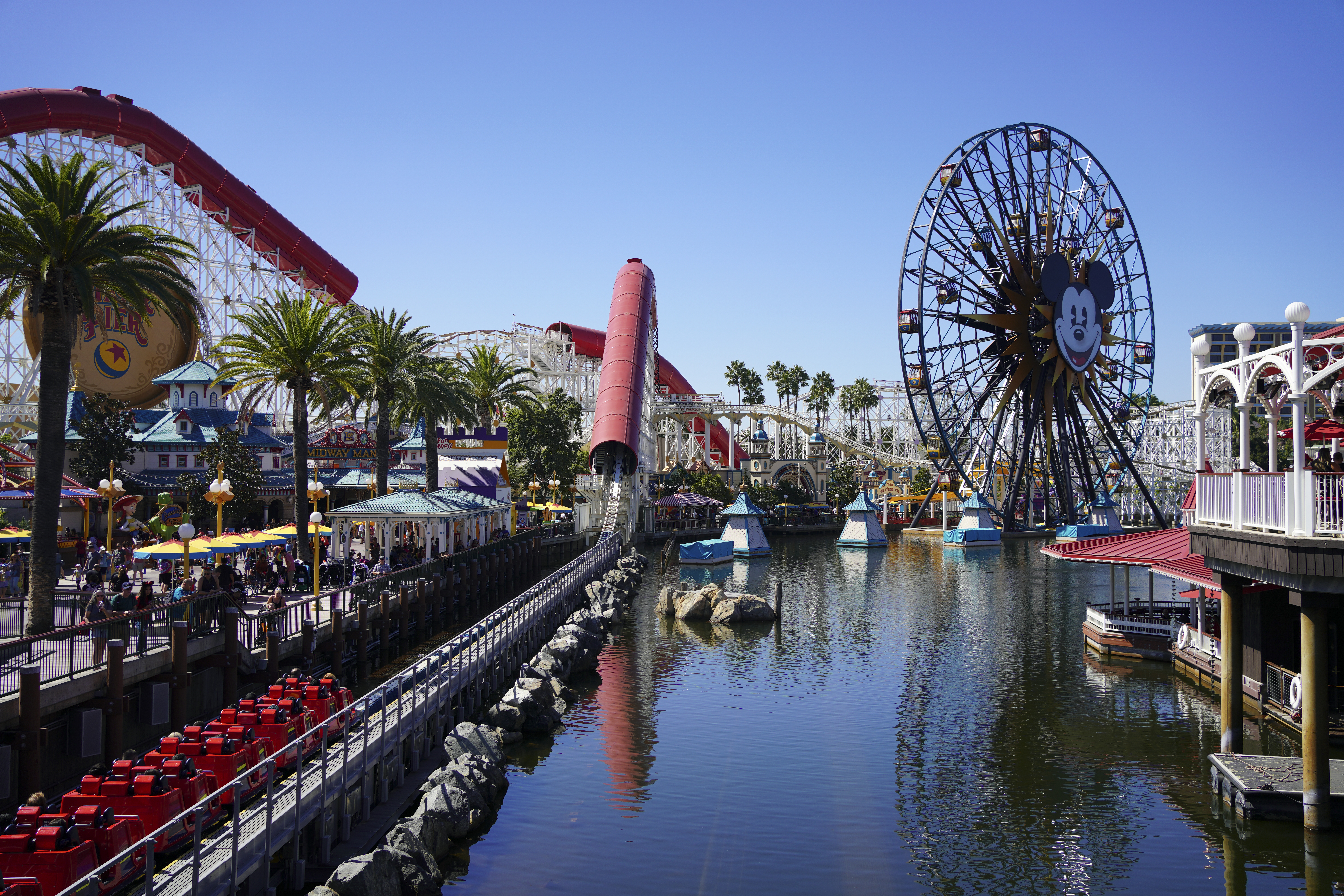
Pixar Pier
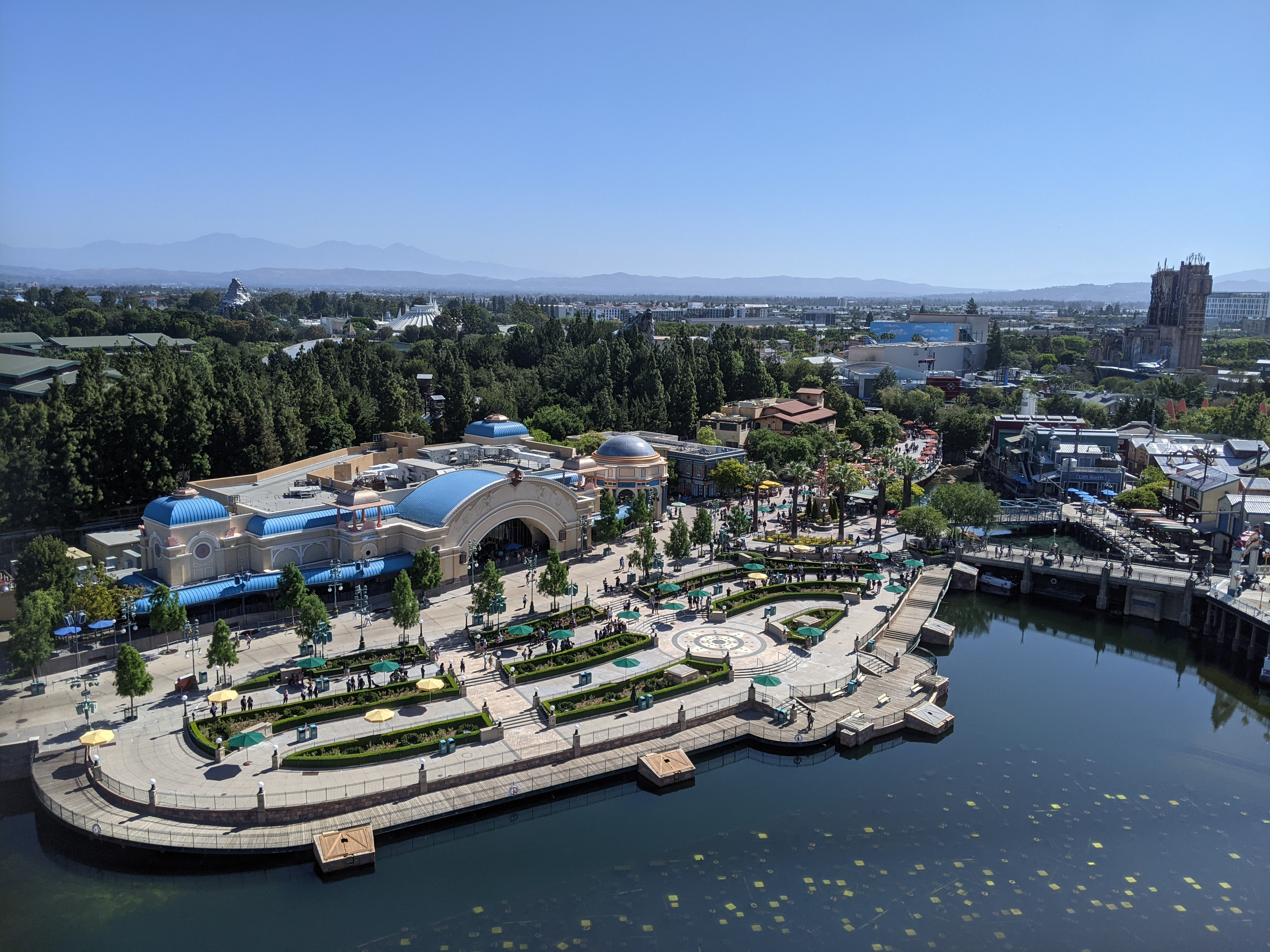
Paradise Gardens
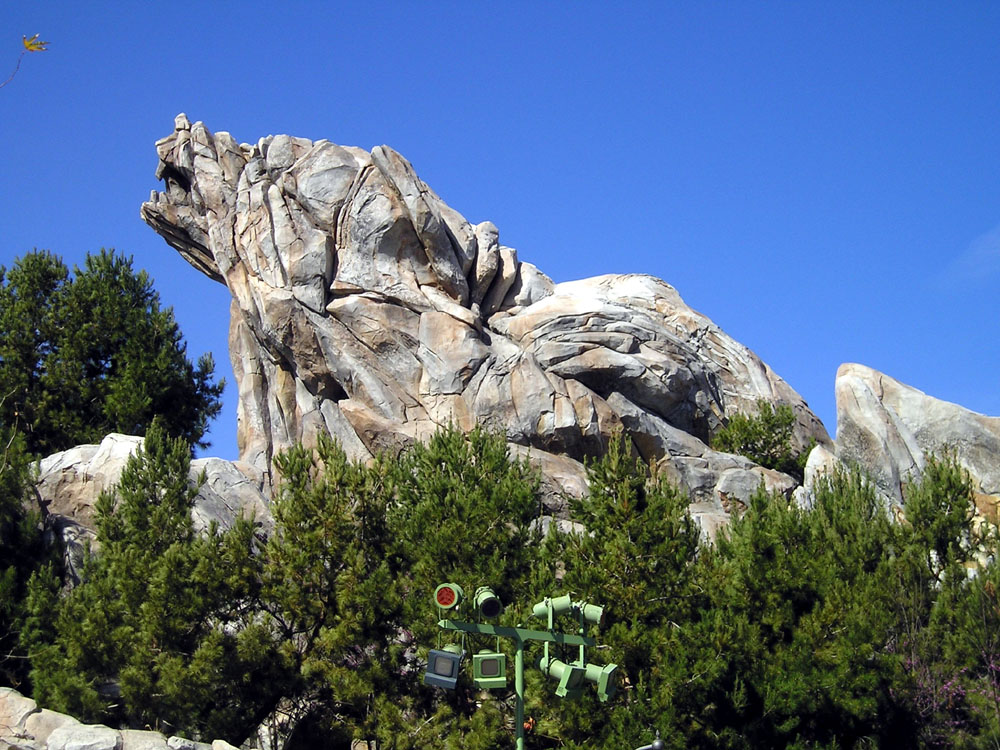
Grizzly Peak

### Buena Vista Street
Buena Vista Street és la primera àrea visitada quan s'entra al parc. Representa Los Angeles a la dècada dels anys 1920, quan Walt Disney hi va arribar per primera vegada. Semblant a Main Street, U.S.A. al parc Disneyland, té botigues, restaurants i un sistema de transport. La plaça al final de l'àrea té entrades a Hollywood Land i Grizzly Peak . Al centre de la plaça, també conegut com a Carthay Circle, hi ha una rèplica del Carthay Circle Theatre, el cinema on es va estrenar la pel·lícula de Disney Blancaneus i els set nans l'any 1937. L'àrea té els restaurants Carthay Circle, Mortimer's Market, Trolley Treats, Clarabelle's Hand Scooped Ice Cream i Fiddler, Fifer & Practical Cafe. Les botigues principals de l'àrea inclouen Oswald's, Five & Dime, Big Top Toys, Kingswell Camera Shop i Elias & Co.

### Hollywood Land
Hollywood Land està inspirada en l'Edat d'Or de Hollywood durants els anys 1930. Inclou atraccions basades en cinema, televisió, teatre i conté una subàrea anomenada Hollywood Studios, que està dissenyada per semblar uns estudis de cinema actius.
Dins d'aquesta àrea es troba l'atracció Monsters, Inc. Mike & Sulley to the Rescue!, una dark ride basada en els personatges de la pelicula Monstres SA. A més també hi ha diversos cinemes, teatres i activitats, com el Hyperion Theatre, un teatre amb 2000 places on es representen espectacles en directe, la pel·lícula en 3D Mickey's PhilharMagic i el Disney Theatre.
A prop del Disney Theatre hi ha el Animation Building, que acull 4 experiències: Sorcerer's Workshop (una exposició centrada en l'animació bàsica), Animation Academy (un taller que ensenya als visitants a dibuixar personatges populars de Disney), Turtle Talk with Crush (un espectacle en el que els vistants interactuen amb la tortuga Crush de la pel·lícula Buscant en Nemo) i Elsa & Anna Meet and Greet (una oportunitat per fotografiar-se amb els personatges de Frozen: El regne del gel). A l'exterior de l'edifici d'animació i el Disney Theatre hi ha les dues botigues principals de l'àrea: Off the Page i Gone Hollywood.

### Avengers Campus
Avengers Campus està inspirada en l'Univers Cinematogràfic de Marvel (UCM), i conté  atraccions basades en personatges originats a Marvel Comics que apareixen al UCM. L'àrea està tematitzada al voltant d'un campus dels Venjadors situat als antics terrenys restringits d'un complex de Stark Industries a Califòrnia . A l'àrea es troben les atraccions Guardians of the Galaxy – Mission: Breakout! (una caiguda lliure basada en les pel·lícules de Guardians of the Galaxy) i Web Slingers: A Spider-Man Adventure (una atracció interactiva basada en Spider-Man). L'àrea també conté el restaurant Pym Test Kitchen i les botigues WEB Suppliers, Avengers Vault i The Collector's Warehouse.

### Cars Land
Cars Land és un homenatge a la Ruta 66 i és una recreació del poble Radiator Springs de la franquícia Cars de Pixar. L'àrea ocupa uns 49.000 m2 i compta amb tres atraccions: Radiator Springs Racers (on els visitants es pugen a un cotxe i competeixen en una cursa), Mater's Junkyard Jamboree (una evolució d'unes tasses) i Luigi's Rollickin' Roadsters (una atracció on els vehicles ballen al ritme de música).
L'àrea inclou diversos restaurants i botigues. El districte serveix de connexió entre San Fransokyo Square, Hollywood Land i Avengers Campus.
A partir del 2017, Cars Land rep decoracions durant la temporada de Halloween al Disneyland Resort . Durant aquesta temporada dues de les atraccions, Luigi's Rolickin' Roadsters i Mater's Junkyard Jamboree, es transformen en Luigi's Honkin' Haul-O-Ween i Mater's Graveyard JamBOOree. Cars Land també rep decoracions nadalenques, on Luigi's Rollickin' Roadsters es converteix en Luigi's Joy to the Whirl, i Mater's Junkyard Jamboree es converteix en Mater's Jingle Jamboree.

### San Fransokyo Square
Situat entre Cars Land i Pixar Pier, San Fransokyo Square és una àrea tematizada en un barri coster inspirat en els molls pesquers de Califòrnia i la pel·lícula de Disney Big Hero 6, on San Fransokyo és una ciutat fictícia que combina San Francisco i Tòquio. La història de San Fransokyo Square està ambientada després dels esdeveniments de la pel·lícula, amb el barri coster celebrant una festa en honor a l'equip de superherois Big Hero 6. L'àrea es centra en la restauració, i conté els restaurants Ghirardelli Soda Fountain and Chocolate Shop, Lucky Fortune Cookery, Aunt Cass Café (Boudin Bakery), Rita's Turbine Blenders, Cocina Cucamonga Mexican Grill i Port of San Fransokyo Cervecería (Karl Strauss Brewing Company). A més, a l'àrea es troba la botiga San Fransokyo Maker's Market i The Bakery Tour, una visita a una fàbrica de pa .

### Performance Corridor
L'àrea Performance Corridor acull les desfilades i cavalcades del parc, amb la majoria començant al Paradise Gardens Park i viatjant cap al nord per Performance Corridor cap a Buena Vista Street. Performance Corridor també acull moltes de les celebracions culturals i de temporada del parc al llarg de l'any. Algunes d'aquestes celebracions inclouen el Disney California Adventure Food & Wine Festival a la primavera, la celebració del Dia de los Muertos durant la tardor, el Festival of the Holidays a finals d'any i el Lunar New Year Festival pel cap d'any lunar. L'àrea no té atraccions, però sí diferents punts de restauració.

### Pixar Pier
Pixar Pier s'inspira en els molls victorians que es trobaven al llarg de la costa de Califòrnia. La zona té com a temàtica diverses pel·lícules produïdes per Pixar Animation Studios, i està dividida en quatre districtes: Incredibles Park, Toy Story Boardwalk, Pixar Promenade i Inside Out Headquarters. A l'àrea es troben les atraccions Pixar Pal-A-Round (una roda de fira amb cabines mòbils i fixes), Incredicoaster (una muntanya russa tematitzada en la pel·lícula Els increïbles 2), Jessie's Critter Carousel (uns cavallets inspirats en el persontge de Jessie de Toy Story), Toy Story Midway Mania (una atracció interactiva tematitzada en Toy Story), Inside Out Emotional Whirlwind (una atracció amb cabines que pugen i baixen mentre donen voltes inspirada en Del revés) i Games of Pixar Pier (una col·lecció de jocs de fira inspirats en curts i pel·lícules de Pixar). Les botigues principals de l'àrea són Knick's Knacks, Midway Mercantile i Bing Bong's Sweet Stuff, i també s'hi pot trobar el restaurant Lamplight Lounge. Està connectada amb Paradise Gardens Park pels dos costats.

### Paradise Gardens Park
Paradise Gardens Park té entrades directes a Pixar Pier, San Fransokyo Square i Grizzly Peak. Les atraccions de Paradise Garden inclouen Goofy's Sky School (una muntanya russa per a tota la familia), Silly Symphony Swings (unes cadires voladores), Jumpin' Jellyfish (una caiguda lliure familiar), Golden Zephyr (una atracció amb quatre cabines penjants que giren al voltant d'una estructura central) i The Little Mermaid: Ariel's Undersea Adventure (una dark ride basada en la pel·lícula de 1989 La Sireneta). Paradise Gardens Park és la principal zona d'observació de l'espectacle aquàtic World of Color.

### Grizzly Peak
Grizzly Peak està tematitzat en la natura i els parcs nacionals de Califòrnia, amb referències als parcs nacionals de Yosemite i Redwood . La seva atracció principal és Grizzly River Run, un passeig en barca per uns ràpids al voltant del cim de l'àrea. A prop hi ha el Redwood Creek Challenge Trail, una zona de jocs infantils amb elements de les pel·lícules Germà ós(2003) i Up (2009). L'àrea a més compta amb una entrada directa a l'hotel Disney's Grand Californian Hotel & Spa exclusiva pels seus hostes.
Grizzly Peak Airfiels és una subàrea dins de Grizzly Peak tematitzada en un aeròdrom al bosc nacional High Sierras de Califòrnia a finals dels anys 1950 i principis dels 1960. L'atracció principal de la zona és Soarin', que simula un recorregut en ala delta a través de llocs, paisatges i monuments de sis continents del món. La zona també inclou el restaurant Smokejumpers Grill i la botiga Humphrey's Service & Supplies.

## Antigues àrees

### Sunshine Plaza
Sunshine Plaza era l'àrea que es trobava just desprès d'entrar al parc Disney California Adventure. Estava tematitzada en una postal de Califòrnia, i comptava amb dues botigues: Engine Ears Toys i Greetings de Califòrnia. Al centre de la plaça hi havia una estàtua anomenada "Sun Icon".
L'àrea va tancar el 2010 i va ser substituïda per Buena Vista Street el 2012.

### Bountiful Valley Farm
Bountiful Valley Farm va ser una àrea temàtica presentada per l'empresa de maquinària pesada Caterpillar . S'hi podia veure maquinària agrícola, diferents conreus i animals falsos. Quan A Bug's Land va obrir l'any 2002, el districte va ser absorbit a dins de la terra. Caterpillar va acabar el seu patrocini el 2007 i l'àrea va tancar el 2010. Va ser substituïda per Cars Land.  Actualment es pot trobar un homenatge a Bountiful Valley Farm a les etiquetes de les ampolles de ketchup i mostassa gegants de Pym Test Kitchen a Avengers Campus.

### Paradise Pier
Paradise Pier va obrir l'any 2001 amb el parc. Comptava amb atraccions com la muntanya russa California Screamin', la caiguda lliure Maliboomer, la roda de fira The Sun Wheel i els cavallets King Triton's Carousel of the Sea . L'àrea va tancar el 2018 i va reobrir retematitzada en Pixar Pier.

### A Bug's Land

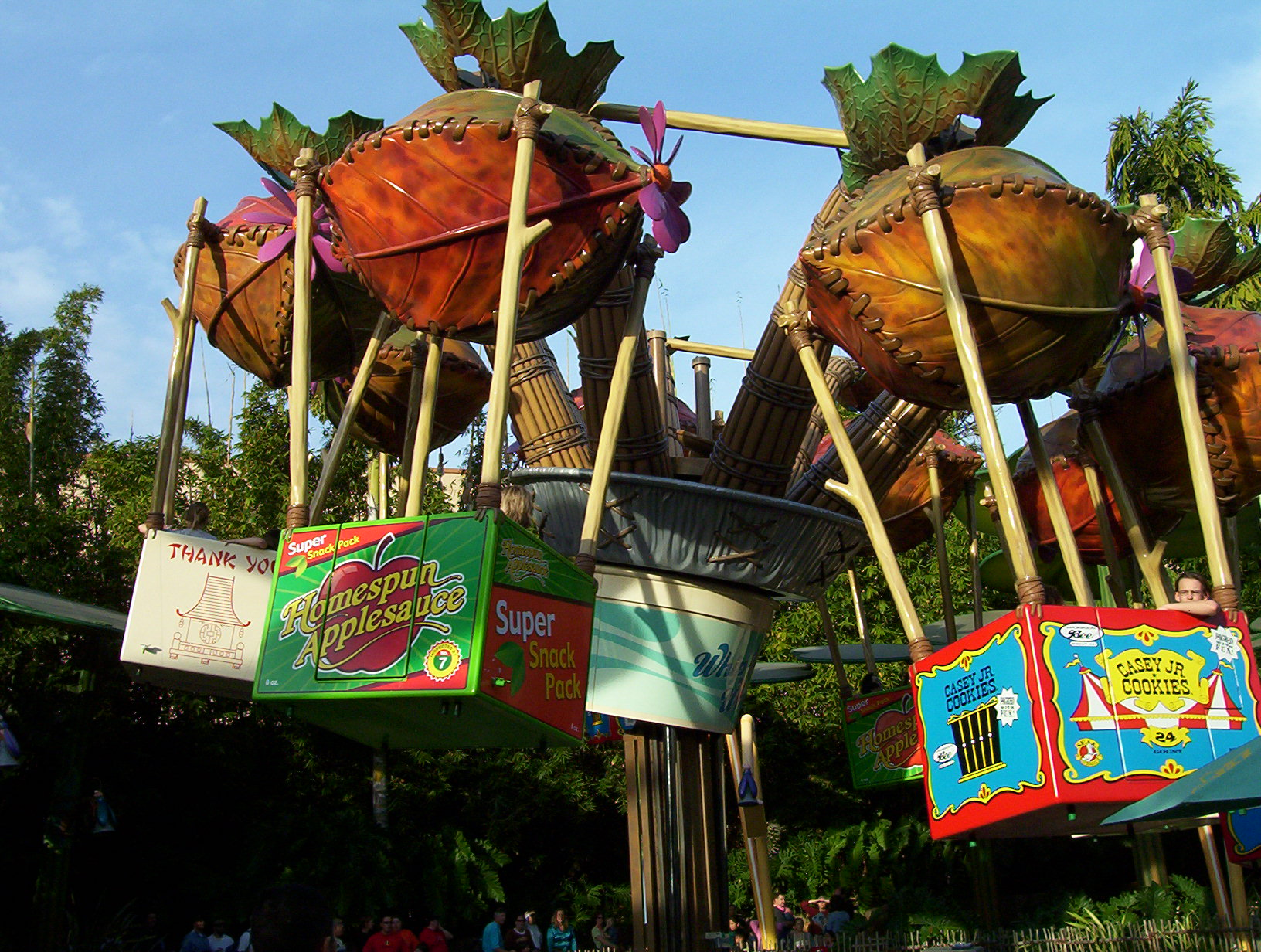
L'atracció Flik's Flyers a A Bug's Land

A Bug's Land (estilitzat "a bug's land") estava inspirada en la pel·lícula de Pixar A Bug's Life(1998), i s'hi podia trobar objectes humans de grans dimensions escampats per tot arreu. Comptava amb una col·lecció d'atraccions familiars i infantils, com Flik's Flyers, Francis' Ladybug Boogie, Tuck & Roll's Drive 'em Buggies, Heimlich's Chew Chew Train i Dot's Puddle Park. Es va obrir com la primera ampliació del parc l'any 2002 per augmentar el número d'atraccions familiars del parc. L'àrea es va construir al voltant de l'atracció existent It's Tough to Be a Bug!, una pel·lícula en 3D basada en A Bug's Life, que va obrir amb el parc l'any 2001.
It's Tough to Be a Bug! va tancar el 19 de març de 2018. La resta de l'àrea va tancar el 4 de setembre de 2018 per deixar espai a la nova àrea Avengers Campus. Quan A Bug's Land va tancar el 2018, Flik's Flyers es va retematitzar a Inside Out Emotional Whirlwind, inspirat en la pel·lícula de Pixar Inside Out, i es va traslladar a Pixar Pier.

### Pacific Wharf
Situat entre Cars Land i Pixar Pier, Pacific Wharf estava tematitzat en l'antic passeig marítim de Monterey, Califòrnia, com a homenatge a la seva indústria pesquera. Tenia les atraccions The Bakery Tour i el Walt Disney Imagineering Blue Sky Cellar. Aquesta zona era principalment una àrea de restauració a l'aire lliure.
El setembre de 2022 es va anunciar que Pacific Wharf es retematitzaria en San Fransokyo, una combinació de San Francisco i Tòquio, tal com apareix a la pel·lícula de Disney Big Hero 6. El febrer de 2023, es va anunciar que el nom de la nova àrea temàtica seria San Fransokyo Square. La nova àrea va obrir el 31 d'agost de 2023.

## Política de venda d'alcohol
A diferència de Disneyland Park, que només ven alcohol a un número limitat de restaurants, Disney California Adventure serveix cervesa, vi i còctels als seus restaurants, estands i quioscs de menjar. El parc també acull el Disney California Adventure Food & Wine Festival, un esdeveniment anual que inclou diversos quioscs temàtics, cadascun amb menjar i begudes d'un aspecte particular de la cuina de Califòrnia.

## Entreteniment en directe
World of Color és un espectacle nocturn d'aigua i llum que s'ofereix cada dia a Paradise Bay. Durant la temporada de vacances, s'ofereix una versió de vacances de l'espectacle. Five and Dime és un espectacle de carrer itinerant amb Dime i els seus cinc companys de banda. Se'ls pot veure conduint per Hollywood Land amb el seu cotxe dels anys 20 i actuant a Buena Vista Street, a un escenari davant del restaurant Carthay Circle. A més, molts personatges de Disney, Pixar i Marvel es poden trobar al parc, saludant als visitants.

## Esdeveniments anuals
- El Lunar New Year Celebration és un festival celebrat per primera vegada a Disney California Adventure el 2013. El festival celebra les cultures xinesa, vietnamita i coreana, i té lloc al gener i al febrer.[67]
- El Disney California Adventure Food & Wine Festival, inaugurat el 2006, és un festival anual que celebra la cuina, el vi i la cervesa de Califòrnia, que té lloc durant la primavera.[68]
- Oogie Boogie Bash, un esdeveniment de Halloween fora de l'horari regular amb entrades per separat, va començar el 2019 i té lloc algunes nits de setembre i octubre.[69] L'esdeveniment porta el nom del personatge Oogie Boogie de la pel·lícula Malson abans de Nadal de 1993.
- Disney Festival of Holidays és un festival inspirat per diverses tradicions culturals, iniciat el 2016 i que té lloc a l'hivern.[70] El festival celebra les tradicions de les festes, com ara Nadal, Hanukkah, Diwali, Kwanzaa i el Dia de Reis.

## Assistència
| Any  | Visitants  | Rànking mundial |
| ---- | ---------- | --------------- |
| 2001 | 5,000,000  |                 |
| 2002 | 4,700,000  |                 |
| 2003 | 5,310,000  |                 |
| 2004 | 5,600,000  |                 |
| 2005 | 5,800,000  |                 |
| 2006 | 5,950,000  | 13              |
| 2007 | 5,680,000  | 13              |
| 2008 | 5,566,000  | 8               |
| 2009 | 6,095,000  | 11              |
| 2010 | 6,287,000  | 11              |
| 2011 | 6,341,000  | 13              |
| 2012 | 7,775,000  | 11              |
| 2013 | 8,514,000  | 10              |
| 2014 | 8,769,000  | 10              |
| 2015 | 9,383,000  | 11              |
| 2016 | 9,295,000  | 11              |
| 2017 | 9,574,000  | 13              |
| 2018 | 9,861,000  | 12              |
| 2019 | 9,861,000  | 13              |
| 2020 | 1,919,000† | ---‡            |
| 2021 | 4,977,000  | ---‡            |
| 2022 | 9,000,000  | ---‡            |
| 2023 | 10,000,000 | 11              |

Notes
^†  A causa de la pandèmia de COVID-19, el parc només va obrir des de l'inici de l'any fins al 14 de març
^‡  Degut a l'impacte de la pandèmia de COVID-19 en el número de visitants a parc d'atraccions arreu del món, aquest any no es van fer rànkings